# Arrapḫa

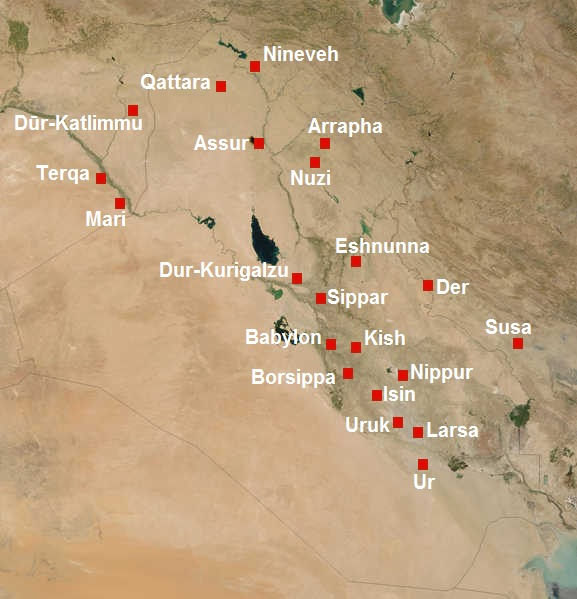
Arrapha y otras ciuedades de Mesopotamia, durante el segundo milenio a. C.

Arrapḫa o Arrapkha (Akkadio: Arrapḫa, siríaco: ܐܪܦܗܐ, en árabe: أررابخا ,عرفة‎) fue una antigua ciudad de Mesopotamia situada en lo que actualmente es el noreste de Irak, en el sitio de la moderna ciudadela de Kirkuk. Empezó como una ciudad de los guti, y llegó a ser una ciudad hurrita, y posteriormente fue conquistada por los asirios.
En 1948, Arrapḫa fue el nombre adoptado para la zona residencial de Kirkuk que fue construida por la North Oil Company como asentamiento para sus trabajadores.

## Historia
La ciudad fue fundada hacia el 2000 a. C. por habitantes de los montes Zagros que fueron denominados "guti" por los habitantes de las tierras bajas del sur de Mesopotamia. Arrapḫa era la capital del reino de los guti (Gutium), que es mencionado en fuentes cuneimormes hacia el 2400 a. C.
Arrapḫa fue un centro comercial importante en el siglo XVIII a. C.. Hacia el siglo XIV a. C. era una gran ciudad hurrita, la capital del pequeño reino hurrita de Arrapḫa, situado a lo largo de la frontera sureste de la región bajo dominación Mittani.
La ciudad alcanzó gran prominencia en los siglos XI y X a. C. bajo el dominio asirio. En el 615 a. C., aprovechando el enfrentamiento entre Asiria y el imperio neobabilónico, el rey medo Ciaxares ocupó con éxito Arrapḫa, que era una de las plazas fuertes del imperio neoasirio. La región pasó más tarde a formar parte del imperio aqueménida. Durante los períodos parto y sasánida fue la capital de un pequeño reino llamado  "ܒܝܬܓܪܡܝ" Beth Garmai en arameo.
Arrapḫa se menciona en fuentes helenísticas, cuando el asentamiento había sido rebautizado como Karka. Arrapḫa no ha sido excavada todavía, debido a su localización bajo Kirkuk.